# 红心镇
红心镇，是中华人民共和国安徽省滁州市凤阳县下辖的一个镇。

## 行政区划
红心镇下辖以下地区：
红心社区、梅市社区、三里村、界牌村、岗代村、七里村、李山村、荷塘村、杨山村、乌罗村、侯王村、李武村、蒋庄村和安徽省国营管店林生活区。